# Pareuxoa cerphiphila
Pareuxoa cerphiphila är en fjärilsart som beskrevs av Dyar 1913. Pareuxoa cerphiphila ingår i släktet Pareuxoa och familjen nattflyn. Inga underarter finns listade i Catalogue of Life.